# David McVicar
David McVicar (Glasgow, 1966) es un director de ópera y de teatro británico.

## Biografía
Estudió actuación en la Royal Scottish Academy of Music and Drama hasta 1989. Trabaja regularmente como director de escena en los principales teatros de ópera del mundo, abarcando un amplio espectro, desde Haendel hasta Benjamin Britten. Su estilo se puede definir como naturalista.
Ha trabajado en los principales escenarios británicos: Festival de Glyndebourne (Carmen, La Bohème, Giulio Cesare, Die Meistersinger von Nürnberg, Die Entfuhrung aus dem Serail), English National Opera (The Turn of the Screw, Alcina, Tosca), Royal Opera House (Salomé, Rigoletto, Die Zauberflöte, Le nozze di Figaro, Faust, Andrea Chénier, Adriana Lecouvreur, Les Troyens) y Scottish Opera (Madama Butterfly, La traviata, Der Rosenkavalier). 
Fuera del Reino Unido, ha trabajado habitualmente en teatros como la Ópera Estatal de Viena (Adriana Lecouvreur, Ariodante, Falstaff y Tristan und Isolde), Scala de Milán (Les Troyens), Festival de Salzburgo (Les contes d'Hoffmann), Opéra national du Rhin de Estrasburgo (Così fan tutte, Der Ring des Nibelungen). En España, ha trabajado en el Gran Teatro del Liceo de Barcelona (Adriana Lecouvreur, Agrippina, Andrea Chénier) y en el Teatro Real (Rigoletto, La traviata, Gloriana).
En la Metropolitan Opera de Nueva York debutó en 2009 con Il trovatore, y ha destacado con la puesta en escena de las tres "Óperas Tudor" de Donizetti (Anna Bolena, Maria Stuarda y Roberto Devereux), además de Cavalleria Rusticana, Pagliacci, Norma y Tosca.
En 2012, la Reina Isabel II de Inglaterra le distinguió con el título de Knight Bachelor